# Anna-Karin Wyndhamn
Eva Anna-Karin Wyndhamn, född Olsson 3 februari 1976 i Ottarps församling i Malmöhus län, är en svensk pedagog, forskare, debattör och programledare.

## Biografi
Wyndhamn disputerade 2013 i pedagogiskt arbete med en avhandling om värdeöverföring och kritiskt tänkande i gymnasieskolans undervisning. Hon har därefter varit anställd vid Nationella sekretariatet för genusforskning. Hon är sedan 2002 verksam Göteborgs universitet och har i en lång rad projekt arbetat med jämställdhet och likabehandlingsfrågor inom akademi och skola, bland annat i studien "Jämställda fakulteter" där män och kvinnors karriärmöjligheter kartlades och analyserades. Wyndhamn har även (2019) varit ordförande för kollegiet för genusperspektiv på pedagogik.
År 2020 gav hon ut boken Genusdoktrinen tillsammans med Ivar Arpi, där Wyndhamns dagboksanteckningar från tiden på Nationella sekretariatet för genusforskning vid Göteborgs universitet är en av bokens källor. Wyndhamn och Arpi granskar i boken hur jämställdhetsintegreringen av svenska lärosäten påverkar utbildning, forskning, tillsättningsprocesser och medelsfördelning.
Wyndhamn är sedan januari 2021 gästkolumnist på Göteborgs-Postens ledarsida och skriver återkommande på Svenska Dagbladets kultursida, Göteborgs-Postens kultursida samt medverkar återkommande i Mediehuset Kvartals veckopaneler.

## TV-program och podcasts
Wyndhamn var 2017 programledare för Supernanny Sverige på medietjänsten Viafree och har i olika sammanhang diskuterat barnuppfostran och samverkan mellan hem och skola. 2021–2022  drev Wyndhamn podcasten Söndagsskolan tillsammans med författaren Ann Heberlein.  2022 deltog Wyndhamn i SVT:s serie Vem mördade skolan? som sakkunnig expert. Wyndhamn leder tillsammans med Ivar Arpi podcasten "Under all kritik".